# Paraguay aux Jeux olympiques d'été de 2008
Le Paraguay participe aux Jeux olympiques d'été de 2008 à Pékin.

## Athlètes engagés

### Athlétisme

#### Hommes
| Épreuve           | Athlète        | Séries   | Séries | Quarts de finale | Quarts de finale | Demi-finales | Demi-finales | Finale   | Finale |
| Épreuve           | Athlète        | Résultat | Rang   | Résultat         | Rang             | Résultat     | Rang         | Résultat | Rang   |
| ----------------- | -------------- | -------- | ------ | ---------------- | ---------------- | ------------ | ------------ | -------- | ------ |
| Lancer du javelot | Víctor Fatecha | 71,58m   | 16e    | -                | -                | -            | -            | -        | -      |

#### Femmes
| Epreuve           | Athlète      | Séries   | Séries | Quarts de finale | Quarts de finale | Demi-finales | Demi-finales | Finale   | Finale |
| Epreuve           | Athlète      | Résultat | Rang   | Résultat         | Rang             | Résultat     | Rang         | Résultat | Rang   |
| ----------------- | ------------ | -------- | ------ | ---------------- | ---------------- | ------------ | ------------ | -------- | ------ |
| Lancer du javelot | Leryn Franco | 45,34m   | 25e    | -                | -                | -            | -            | -        | -      |

### Natation
- Genaro Prono - 100m Brasse Homme - Série 3 - 1 min 02 s 32 - Éliminé 41/63
- María Virginia Baez - 100m Dos - Série 1 - 1 min 05 s 39 - Éliminée 46/47

### Voile
- Florencia Cerutti Bogado - Laser Radial - 1re épreuve le 12 août à 13h

### Athlétisme

#### Javelot
- Víctor Fatecha
- Leryn Franco

### Tennis de table
- Marcelo Aguirre - 1re épreuve le 19 août 2008 à 11:30

### Tir
- Patricia Wilka - Abandon